# Мирне (Пулинська селищна громада)
Ми́рне (Фріденсталь, до 1939 року колонія) — село в Україні, у Пулинській селищній територіальній громаді Житомирського району Житомирської області. Населення становить 68 осіб (2001).

## Історія
У 1926—33 роках — адміністративний центр колишньої Мирненської сільської ради Пулинського району..